# List do Tytusa
List do Tytusa [Tt] – to jeden z listów Pawła z Tarsu, znajdujący się w Nowym Testamencie. List skierowany był do Tytusa, jednego z jego najbliższych współpracowników, który w okresie pisania listu przebywał na Krecie. Tytus opiekował się gminą chrześcijańską na Krecie, założoną wcześniej przez Pawła.
List do Tytusa wraz z 1 i 2 Listem do Tymoteusza zaliczany jest do tzw. listów pasterskich. Od czasów średniowiecza List jest podzielony na 3 części i należy do najkrótszych ksiąg Biblii.
Tytus wzmiankowany jest tylko w Listach Pawłowych. Dzieje Apostolskie nie wspominają o nim. Nawrócony został z pogaństwa. Paweł zabrał go na sobór apostolski w Jerozolimie (Ga 2, 1). Współpracuje z Pawłem podczas jego II i III podróży misyjnej.
Dokładne określenie czasu i miejsca napisania listu nie jest możliwe. Zwolennicy autentyczności Listów Pawła utrzymują, że List do Tytusa musiał powstać w okresie między pierwszym a drugim uwięzieniem Pawła w Rzymie. 
Chociaż wielu biblistów kwestionuje autorstwo Pawła z Tarsu, uznając trudność dopasowania okoliczności działalności Pawła opisanych w tym liście, jak również w 2 Liście do Tymoteusza do pierwszego uwięzienia w Rzymie w latach 61–63. Jednak jak twierdzą m.in. uczeni ze Szkoły Biblijnej w Jerozolimie, jest to hipoteza, która nie musi być słuszna, jeśli się przyjmie, że nie było to ostatnie uwięzienie Pawła, na co wskazuje m.in. Dz 28,30. Argumentem za autentycznością listu jest opisany etap rozwoju hierarchii kościelnej, który zdaje się odpowiadać stanowi z okresu końca życia Apostoła. W liście biskup jest, właściwie, synonimem prezbitera, nie widać jeszcze charakteru „monarchicznego” jego posługi, jak będzie to miało miejsce już w Antiochii za Ignacego Antiocheńskiego. Zaś Tytus i Tymoteusz pełnią rolę reprezentantów autorytetu Apostołów. Niedługo później przejmie ją „głowa” kolegium prezbiterów, biskup. Uważa się, że list powstał wkrótce po 1 Tymoteusza, w Macedonii, około roku 66.